# Inna Ohniweć
Inna Wasyliwna Ohniweć (ukr. Інна Василівна Огнівець, ur. 30 sierpnia 1962) – ukraińska dyplomatka, która od 2015 roku pełni funkcję ambasadora w Portugalii.
Ukończyła studia filologiczne i prawnicze. Od 1993 roku pracuje w dyplomacji ukraińskiej, m.in. na posadach w Ministerstwie Spraw Zagranicznych oraz jako konsul w Preszowie i ambasador na Słowacji.